# Ерлинг Холанд
Ерлинг Бравт Холанд (норв. Erling Braut Haaland; Лидс, 21. јул 2000), често правописно неправилно као „Халанд”, јесте норвешки фудбалер који тренутно наступа за Манчестер Сити и репрезентацију Норвешке. Висок је 194 центиметара и игра на позицији центарфора.
Каријеру је започео у норвешком Бринеу 2016. године, а следеће године је прешао у Молде. Две сезоне је провео у норвешком прволигашу, а у јануару 2019. остварио је трансфер у Ред бул Салцбург. Са Салцбургом је два пута био првак аустријске Бундеслиге и једном освајач Купа Аустрије. Холанд је у сезони 2019/20. постао први тинејџер који је успео да постигне гол на пет узастопних утакмица у Лиги шампиона. У трансферу вредном 20 милиона евра, Холанд је постао играч Борусије из Дортмунда децембра 2019. Следеће године је проглашен за добитника награде Златни дечак (Golden Boy). Током сезоне 2020/21, Дортмунд је био првак Купа Немачке, а Холанд се истакао као један од кључнијих играча Милионера. Исте сезоне је добио признање за најбољег играча сезоне у немачкој Буднеслиги и био је најбољи стрелац Лиге шампиона.
На Светском првенству за играче до 20 година 2019. у Пољској Холанд је био најбољи стрелац шампионата. На том првенству је на једној утакмици дао девет голова. Дебитовао је за сениорску репрезентацију Норвешке септембра исте године.

## Клупска каријера

### Брине и Молде
Своју каријеру Холанд је почео у норвешком друголигашу, екипи Бринеа. Дебитовао је са само 15 година на мечу са Ранхејмом, 12. маја 2016. године. Већ наредне сезоне, 1. фебруара 2017. прелази у редове прволигаша, Молдеа, у ком остварује запажене индивидуалне резултате, пошто је на 39 одиграних утакмица у купу и шампионату Норвешке постигао 14 голова.

### Ред бул Салцбург
За само 5 милиона евра на старту наредне сезоне, Холанда ангажује првак Аустрије у фудбалу, екипа Ред бул Салцбурга. У сезони 2019/20. Холанд је у Лиги шампиона за екипу Ред Бул Салцбурга, постигао шест голова на три сусрета чиме је оборио рекорд Дидијеа Дрогбе и скренуо пажњу на себе бројних клубова.

### Борусија Дортмунд
У зимском прелазном року, почетком 2020. године, Ерлинг Холанд прелази у екипу Борусије из Дортмунда за 20 милиона евра.

### Манчестер Сити
Дана 10. маја 2022. године, енглески клуб Манчестер Сити саопштио је да је постигнут договор о довођењу Холанда након активирања његове откупне клаузуле у износу од 60 милиона евра. Дана 13. јуна исте године, Сити је и званично објавио да ће се Холанд придружити клубу 1. јула. Потписао је уговор на пет година.

## Репрезентативна каријера
На Светском првенству за играче до 20. година 2019. године, Холанд је био најбољи стрелац шампионата са девет датих голова, а након овог првенства дебитовао је и за сениорску репрезентацију Норвешке.

## Статистика

### У клубу
Ажурирано 10. фебруара 2024.
| Клуб              | Сезона    | Лига                | Лига    | Лига   | Домаћи куп | Домаћи куп | Европска такмичења | Европска такмичења | Остало  | Остало | Укупно  | Укупно |
| Клуб              | Сезона    | Ранг                | Наступи | Голови | Наступи    | Голови     | Наступи            | Голови             | Наступи | Голови | Наступи | Голови |
| ----------------- | --------- | ------------------- | ------- | ------ | ---------- | ---------- | ------------------ | ------------------ | ------- | ------ | ------- | ------ |
| Брине 2           | 2015.     | Трећа лига Норвешке | 3       | 2      | —          | —          | —                  | —                  | —       | —      | 3       | 2      |
| Брине 2           | 2016.     | Трећа лига Норвешке | 11      | 16     | —          | —          | —                  | —                  | —       | —      | 11      | 16     |
| Брине 2           | Укупно    | Укупно              | 14      | 18     | —          | —          | —                  | —                  | —       | —      | 14      | 18     |
| Брине             | 2016.     | Прва лига Норвешке  | 16      | 0      | 0          | 0          | —                  | —                  | —       | —      | 16      | 0      |
| Молде 2           | 2017.     | Трећа лига Норвешке | 4       | 2      | —          | —          | —                  | —                  | —       | —      | 4       | 2      |
| Молде             | 2017.     | Елитсеријен         | 14      | 2      | 6          | 2          | —                  | —                  | —       | —      | 20      | 4      |
| Молде             | 2018.     | Елитсеријен         | 25      | 12     | 0          | 0          | 5                  | 4                  | —       | —      | 30      | 16     |
| Молде             | Укупно    | Укупно              | 39      | 14     | 6          | 2          | 5                  | 4                  | —       | —      | 50      | 20     |
| Ред бул Салцбург  | 2018/19.  | Бундеслига Аустрије | 2       | 1      | 2          | 0          | 1                  | 0                  | —       | —      | 5       | 1      |
| Ред бул Салцбург  | 2019/20.  | Бундеслига Аустрије | 14      | 16     | 2          | 4          | 6                  | 8                  | —       | —      | 22      | 28     |
| Ред бул Салцбург  | Укупно    | Укупно              | 16      | 17     | 4          | 4          | 7                  | 8                  | —       | —      | 27      | 29     |
| Борусија Дортмунд | 2019/20.  | Бундеслига Немачке  | 15      | 13     | 1          | 1          | 2                  | 2                  | —       | —      | 18      | 16     |
| Борусија Дортмунд | 2020/21.  | Бундеслига Немачке  | 28      | 27     | 4          | 3          | 8                  | 10                 | 1       | 1      | 41      | 41     |
| Борусија Дортмунд | 2021/22.  | Бундеслига Немачке  | 24      | 22     | 2          | 4          | 3                  | 3                  | 1       | 0      | 30      | 29     |
| Борусија Дортмунд | Укупно    | Укупно              | 67      | 62     | 7          | 8          | 13                 | 15                 | 2       | 1      | 89      | 86     |
| Манчестер Сити    | 2022/23.  | Премијер лига       | 35      | 36     | 4          | 3          | 11                 | 12                 | 3       | 1      | 53      | 52     |
| Манчестер Сити    | 2023/24.  | Премијер лига       | 18      | 16     | 0          | 0          | 5                  | 5                  | 2       | 0      | 25      | 21     |
| Манчестер Сити    | Укупно    | Укупно              | 53      | 52     | 4          | 3          | 16                 | 17                 | 5       | 1      | 78      | 73     |
| Свеукупно         | Свеукупно | Свеукупно           | 209     | 165    | 21         | 17         | 41                 | 44                 | 7       | 2      | 278     | 228    |

1. ↑  Укључује Куп Норвешке, Куп Аустрије, Куп Немачке и ФА куп.
2. ↑  Укључује Суперкуп Немачке, ФА Комјунити шилд, Лига куп Енглеске и УЕФА суперкуп.
3. 1 2  Наступ(и) у Лиги Европе.
4. 1 2 3 4 5 6  Наступ(и) у Лиги шампиона.
5. 1 2  Наступ у Суперкупу Немачке.

### У репрезентацији
Ажурирано 16. новембра 2023.
| Репрезентација | Година | Наступи | Голови |
| -------------- | ------ | ------- | ------ |
| Норвешка       | 2019.  | 2       | 0      |
| Норвешка       | 2020.  | 5       | 6      |
| Норвешка       | 2021.  | 8       | 6      |
| Норвешка       | 2022.  | 8       | 9      |
| Норвешка       | 2023.  | 6       | 6      |
| Укупно         | Укупно | 29      | 27     |

#### Голови за репрезентацију
Ажурирано 12. јуна 2022.
Голови Норвешке су наведени на првом месту. Колона „гол” означава резултат на утакмици након Холандовог гола.
| Бр. | Датум              | Стадион                                  | Наступ | Противник     | Гол   | Резултат | Такмичење                                | Реф.   |
| --- | ------------------ | ---------------------------------------- | ------ | ------------- | ----- | -------- | ---------------------------------------- | ------ |
| 1.  | 4. септембар 2020. | Улевол, Осло, Норвешка                   | 3.     | Аустрија      | 1 : 2 | 1 : 2    | Лига Б Лиге нација 2020/21.              | [ 15 ] |
| 2.  | 7. септембар 2020. | Парк Виндзор, Белфаст, Северна Ирска, УК | 4.     | Северна Ирска | 2 : 1 | 5 : 1    | Лига Б Лиге нација 2020/21.              | [ 16 ] |
| 3.  | 7. септембар 2020. | Парк Виндзор, Белфаст, Северна Ирска, УК | 4.     | Северна Ирска | 5 : 1 | 5 : 1    | Лига Б Лиге нација 2020/21.              | [ 16 ] |
| 4.  | 11. октобар 2020.  | Улевол, Осло, Норвешка                   | 6.     | Румунија      | 1 : 0 | 4 : 0    | Лига Б Лиге нација 2020/21.              | [ 17 ] |
| 5.  | 11. октобар 2020.  | Улевол, Осло, Норвешка                   | 6.     | Румунија      | 3 : 0 | 4 : 0    | Лига Б Лиге нација 2020/21.              | [ 17 ] |
| 6.  | 11. октобар 2020.  | Улевол, Осло, Норвешка                   | 6.     | Румунија      | 4 : 0 | 4 : 0    | Лига Б Лиге нација 2020/21.              | [ 17 ] |
| 7.  | 2. јун 2021.       | Ла Росаледа, Малага, Шпанија             | 11.    | Луксембург    | 1 : 0 | 1 : 0    | Пријатељска утакмица                     | [ 18 ] |
| 8.  | 1. септембар 2021. | Улевол, Осло, Норвешка                   | 13.    | Холандија     | 1 : 0 | 1 : 1    | Квалификације за Светско првенство 2022. | [ 19 ] |
| 9.  | 4. септембар 2021. | Даугава, Рига, Летонија                  | 14.    | Летонија      | 1 : 0 | 2 : 0    | Квалификације за Светско првенство 2022. | [ 20 ] |
| 10. | 7. септембар 2021. | Улевол, Осло, Норвешка                   | 15.    | Гибралтар     | 2 : 0 | 5 : 1    | Квалификације за Светско првенство 2022. | [ 21 ] |
| 11. | 7. септембар 2021. | Улевол, Осло, Норвешка                   | 15.    | Гибралтар     | 3 : 0 | 5 : 1    | Квалификације за Светско првенство 2022. | [ 21 ] |
| 12. | 7. септембар 2021. | Улевол, Осло, Норвешка                   | 15.    | Гибралтар     | 5 : 1 | 5 : 1    | Квалификације за Светско првенство 2022. | [ 21 ] |
| 13. | 25. март 2022.     | Улевол, Осло, Норвешка                   | 16.    | Словачка      | 1 : 0 | 2 : 0    | Пријатељска утакмица                     | [ 22 ] |
| 14. | 29. март 2022.     | Улевол, Осло, Норвешка                   | 17.    | Јерменија     | 1 : 0 | 9 : 0    | Пријатељска утакмица                     | [ 23 ] |
| 15. | 29. март 2022.     | Улевол, Осло, Норвешка                   | 17.    | Јерменија     | 5 : 0 | 9 : 0    | Пријатељска утакмица                     | [ 23 ] |
| 16. | 2. јун 2022.       | Стадион Рајко Митић, Београд, Србија     | 18     | Србија        | 1 : 0 | 1 : 0    | УЕФА Лига нација 2022/23.                | [ 24 ] |
| 17. | 5. јун 2022.       | Френдс арена, Солна, Шведска             | 19     | Шведска       | 1 : 0 | 2 : 1    | УЕФА Лига нација 2022/23.                | [ 25 ] |
| 18. | 5. јун 2022.       | Френдс арена, Солна, Шведска             | 19     | Шведска       | 2 : 0 | 2 : 1    | УЕФА Лига нација 2022/23.                | [ 25 ] |
| 19. | 12. јун 2022.      | Улевол, Осло, Норвешка                   | 21     | Шведска       | 1 : 0 | 3 : 2    | УЕФА Лига нација 2022/23.                | [ 26 ] |
| 20. | 12. јун 2022.      | Улевол, Осло, Норвешка                   | 21     | Шведска       | 2 : 0 | 3 : 2    | УЕФА Лига нација 2022/23.                | [ 26 ] |

## Успеси
Ред бул Салцбург
- Бундеслига Аустрије: 2018/19, 2019/20.[13]
- Куп Аустрије: 2018/19.[13]

Борусија Дортмунд
- Куп Немачке: 2020/21.[27]

Манчестер Сити
- Премијер лига: 2022/23, 2023/24.
- ФА куп: 2022/23.
- ФА Комјунити шилд: 2024.
- УЕФА Лига шампиона: 2022/23.
- УЕФА суперкуп: 2023.

Норвешка до 17
- Куп Сиренка: 2016.[28]

Појединачни
- Најбољи млади играч Елитсеријена: 2018.[29]
- Фудбалер године у Аустрији: 2019.[30]
- Играч сезоне у Бундеслиги Аустрије: 2019/20.[31]
- Златна копачка на Светском првенство до 20 година: 2019.[32]
- Члан идеалне екипе младих играча у Лиги шампиона: 2019.[33]
- Играч сезоне у Бундеслиги Немачке: 2020/21.[34]
- Играч месеца у Бундеслиги Немачке: јануар 2020, новембар 2020,[35][36] април 2021.[37]
- Најбољи новајлија месеца у Бундеслиги Немачке: јануар 2020, фебруар 2020.[38]
- Члан идеалне екипе сезоне у немачкој Бундеслиги: 2020/21.[39]
- Члан идеалне екипе у избору ЕСМ-а: 2019/20.[40]
- Добитник награде Златни дечко: 2020.[41]
- Норвешка Златна лопта: 2020.[42]
- Норвешки фудбалер године: 2020.[43]
- Норвешки спортиста године: 2020.[44]
- Члан идеалне екипе у Лиги шампиона: 2020/21.[45]
- Најбољи нападач у Лиги шампиона: 2020/21.[46]
- Најбољи стрелац у Лиги шампиона: 2020/21.[47]
- Најбољи стрелац у Лиги нација: 2020/21.[48]
- FIFA FIFPro World11: 2021.[49]